# Figures in a Landscape
Figures in a Landscape is een Britse actiefilm uit 1970 onder regie van Joseph Losey.

## Verhaal
Twee ontsnapte gevangen moeten over een vijandelijk terrein vluchten. De moordlustige MacConnachie en zijn kameraad Ansell moeten samenwerken, terwijl ze worden achtervolgd door een meedogenloze helikopterpiloot.

## Rolverdeling
| Acteur              | Personage            |
| ------------------- | -------------------- |
| Robert Shaw         | MacConnachie         |
| Malcolm McDowell    | Ansell               |
| Henry Woolf         | Helikopterpiloot     |
| Christopher Malcolm | Helikopterobservator |
| Andy Bradford       | Soldaat              |
| Warwick Sims        | Soldaat              |
| Roger Lloyd Pack    | Soldaat              |
| Robert East         | Soldaat              |
| Tariq Yunus         | Soldaat              |
| Pamela Brown        | Weduwe               |